# Apostolska nunciatura v Zimbabveju
Apostolska nunciatura v Zimbabveju je diplomatsko prestavništvo (veleposlaništvo) Svetega sedeža v Zimbabveju, ki ima sedež v Harareju.
Trenutni apostolski nuncij je George Kocherry.

## Seznam apostolskih nuncijev
- Francesco Colasuonno (7. marec 1981–8. januar 1985)
- Patrick Coveney (27. julij 1985–25. januar 1990)
- Giacinto Berloco (15. marec 1990–17. julij 1993)
- Peter Paul Prabhu (13. november 1993–2002)
- Edward Joseph Adams (22. avgust 2002–3. september 2007)
- George Kocherry (22. december 2007–danes)